# Gamshalt
Die Gamshalt ist ein 2291 m ü. A. hoher Berg im Wilden Kaiser des Kaisergebirges (Nördliche Kalkalpen) in Tirol. Sie ist der vierthöchste Gipfel des gesamten Kaisergebirges und gehört zum Haltstock.

## Lage
Die Gamshalt ist der Ellmauer Halt nördlich und der Kleinen Halt südlich vorgelagert, damit bildet sie den mittleren Teil des Haltstocks. Sie fällt zu allen Seiten mit steilen Felswänden ab – bis auf die Südseite, die einen Grat ausbildet, der zur südlich liegenden Ellmauer Halt führt. Auf der Westseite befindet sich das Hochkar Grüne Mulde, über das ein Übergang zur Kleinen Halt unter Umgehung der Nordwand der Gamshalt möglich ist (Kaiserschützensteig). Die bis zu 700 Meter hohe Westwand oberhalb des Oberen Scharlinger Bodens ist ein Ziel für Kletterer. Die Ostwand hat eine Höhe von rund 800 Meter über dem Hohen Winkel. Auf der Westseite gegenüber befindet sich das Sonneck, auf der Ostseite die Karlspitzen. Der Gipfel gehört zum Gemeindegebiet von Kufstein.
Stützpunkt für Touren an diesem Berg sind das Anton-Karg-Haus bzw. Hans-Berger-Haus im Kaisertal. Bestiegen wurde der Berg erstmals durch A. Bonnet und B. Schlechter (genannt Mallhansl) am 14. Juli 1880 anlässlich eines Abstieges von der Ellmauer Halt.

## Routen
Auf den Gipfel führt als einfachster Zugang ein Klettersteig, der Kaiserschützensteig. Er weist die Schwierigkeit B/C und I+ auf, mehrere Stellen erfordern Kraftaufwand. Er ist lang, anstrengend und klettertechnisch anspruchsvoll. Er ist wesentlich spärlicher versichert als übliche Klettersteige und ausgesetzt (lange Passagen auch in steilem Gelände ohne Drahtseil, nur spärlich Entschärfungen durch Eisenbügel). Zudem ist ein beachtlicher Anmarsch und ein großer Höhenunterschied aus dem tiefen Kaisertal zu bewältigen. Ausgangspunkte sind das Anton-Karg-Haus und das Hans-Berger-Haus. Der Kaiserschützensteig ist landschaftlich großartig und überschreitet alle drei Gipfel des Haltstocks: Kleine Halt, Gamshalt und Ellmauer Halt, wobei Kleine Halt und Gamshalt auch umgangen werden können (jeweils Abzweig mit Stichstrecke zum Gipfel). Er bietet eindrucksvolle Ausblicke. Im Aufstieg gut 3 Stunden ab Einstieg (Oberer Scharlinger Boden) ohne Abstecher zu den Gipfeln von Kleiner Halt und Gamshalt, mit diesen Gipfeln etwa 1,5 Stunden länger. Zustieg zum Einstieg vom Hans-Berger-Haus 1,5 Stunden, alternativ von der Gruttenhütte via Rote-Rinn-Scharte in 2,5 Stunden zum Einstieg. Trittsicherheit und Schwindelfreiheit sowie Klettergeschick erforderlich, ebenso Helm, Klettersteigset und Klettergurt. Sehr gut markiert:
- Zugang vom Oberen Scharlinger Boden zum Gipfel der Kleinen Halt: Man folgt dem Kaiserschützensteig, der an der Ostseite des Oberen Scharlingerbodens vom markierten Steig, der vom Kaisertal zur Rote-Rinn-Scharte hinaufführt, abzweigt und beginnt. Zunächst geht es den Vorbei hinauf, ehe der Klettersteig in einem auf und ab nach links in die grüne Rinne quert. Diese geht es ohne Sicherungen bis zu ihrem oberen Ende aufwärts, wo der Stichsteig zum Gipfel der Kleinen Halt abzweigt. Dort direkt weiter Richtung Ellmauer Halt rechtsseitig in die Felsrinne hinein und diese schräg aufwärts traversieren sowie die Nordwestwand der Gamshalt umgehend über weitere Scharten, Bänder, Absätze sowie Gehgelände und Felsstufen hinüber queren nach Osten in die Grüne Mulde (Hochkar mit Grasschrofen) und über diese hinauf zu einem markanten Felsen unterhalb des Grates. Hier Abzweig zum Gipfel der Gamshalt und über diese Route linkshaltend hinaufqueren zum Grat und über diesen zum Gipfel mit Steinmann (Stellen I, ohne Sicherungen). Zeitbedarf ab Oberer Scharlinger Boden etwa 2,5 Stunden.

- Zugang vom Gipfel der Ellmauer Halt zum Gipfel der Gamshalt: Man folgt dem Kaiserschützensteig, der unterhalb vom Gipfelkreuz der Ellmauer Halt beginnt, Richtung Norden zunächst leicht abwärts, später auf bzw. westseitig dem Nordgrat folgend Richtung Gamshalt, bis zur Abzweigung zur Gamshalt. Von dort weiter siehe oben. Zeitbedarf etwa 45 Minuten. Zu beachten ist, dass der Kaiserschützensteig im Abstieg schwerer zu begehen ist als im Aufstieg.

Auf der Südseite unterhalb der Grünen Mulde gibt es einige Kletterrouten, deren Einstieg im Oberen Scharlinger Boden wird durch die markierte Route, die vom Hans-Berger-Haus zur Rote-Rinn-Scharte hinaufführt, erreicht.

## Bilder

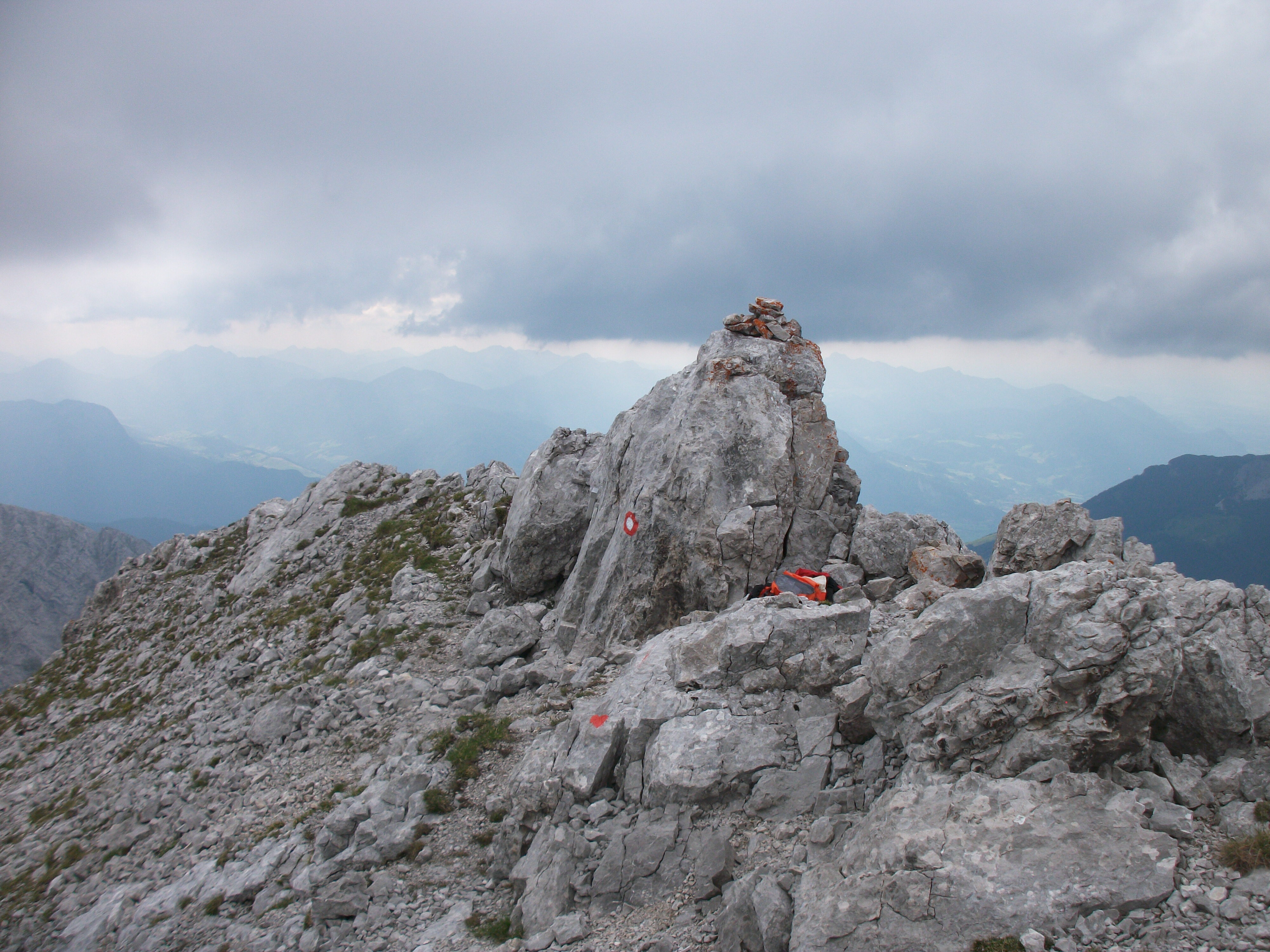
Gipfel der Gamshalt
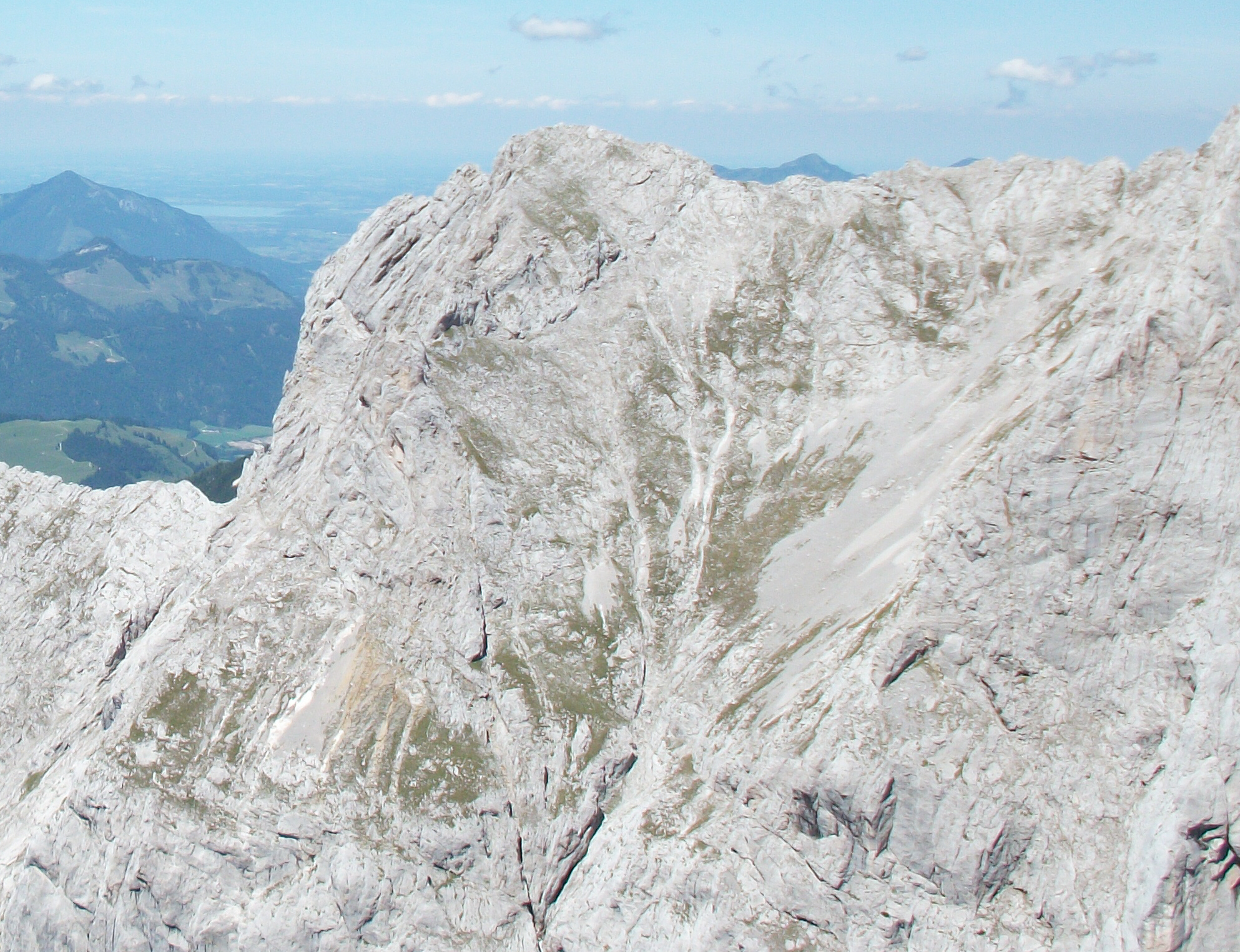
Gipfelaufbau der Gamshalt von Süden, gesehen vom Treffauer
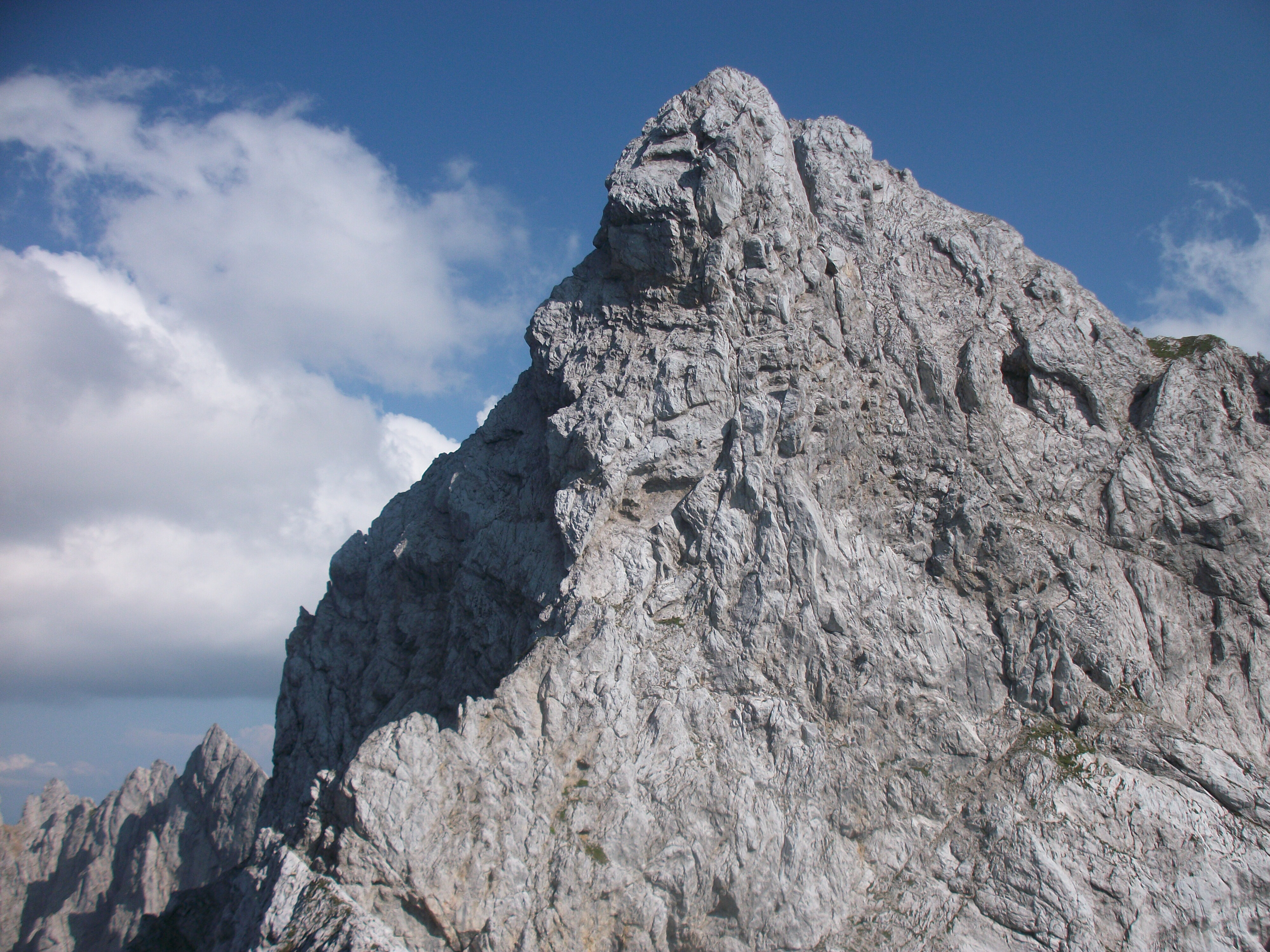
Gamshalt von Norden, gesehen vom Gipfel der Kleinen Halt
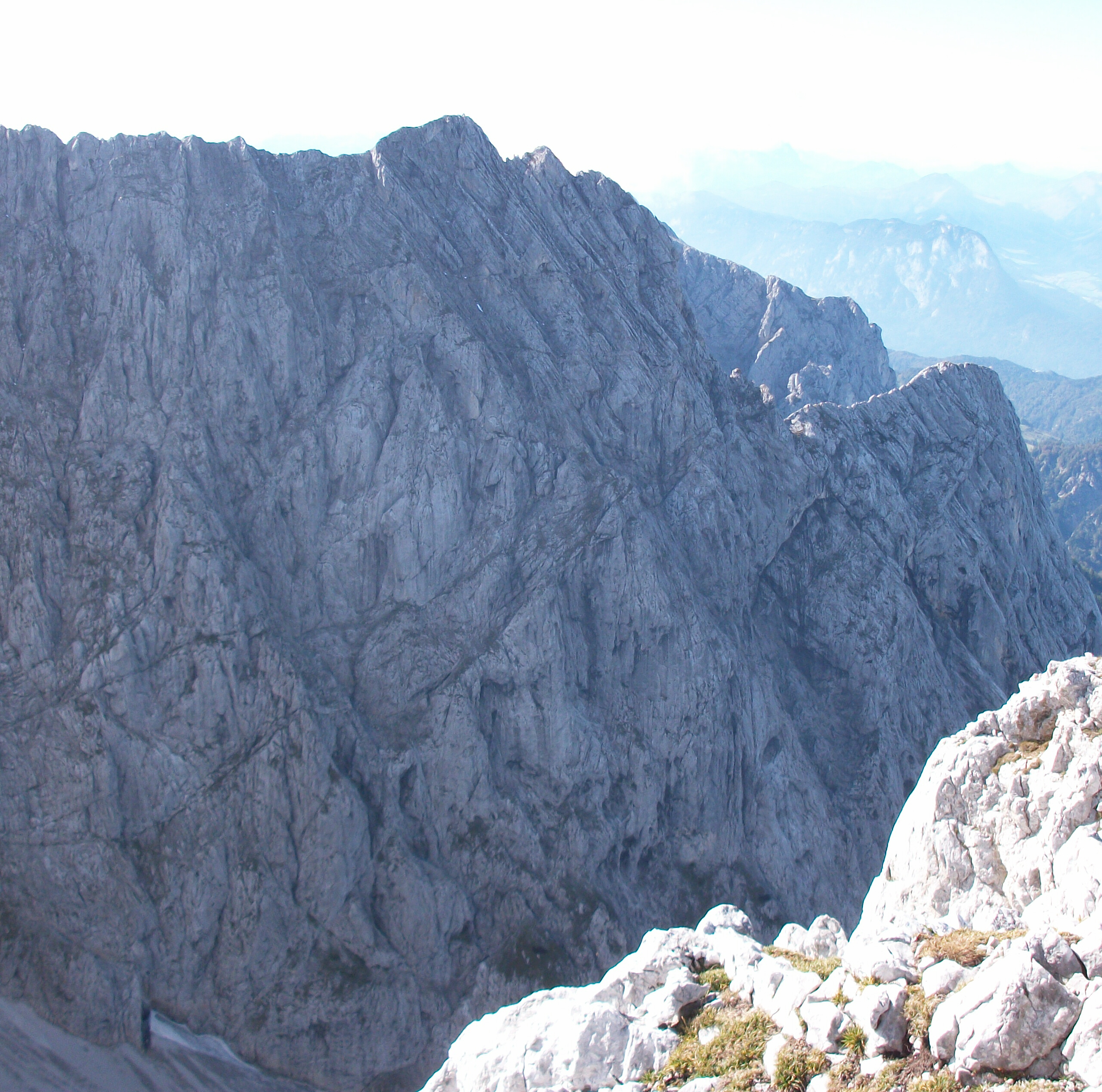
Ostwand der Gamshalt, gesehen von der Hinteren Karlspitze, davor unten der Hohe Winkel, rechts die Kleine Halt
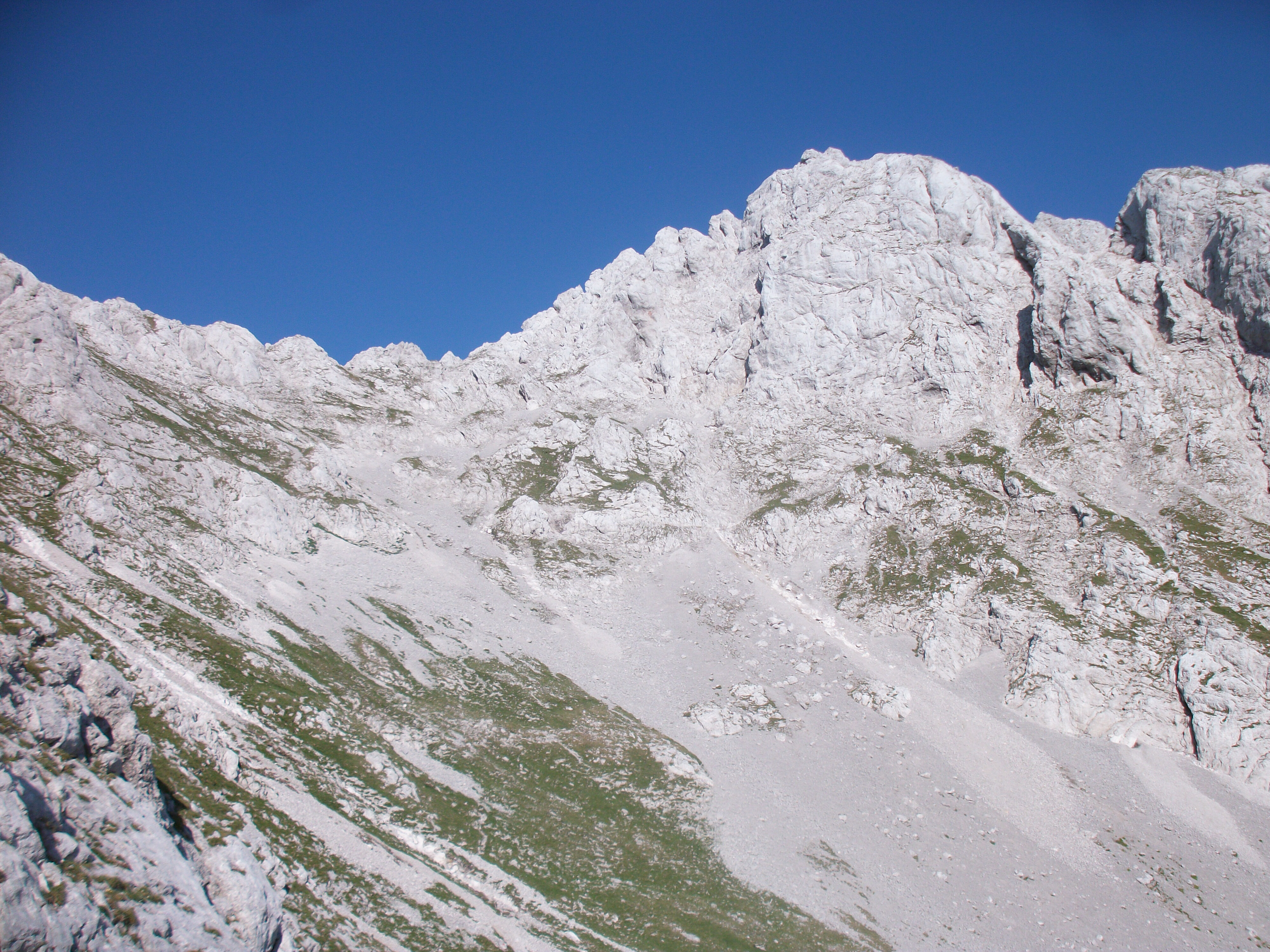
Hochkar Grüne Mulde auf der Südseite der Gamshalt (Kaiserschützensteig)
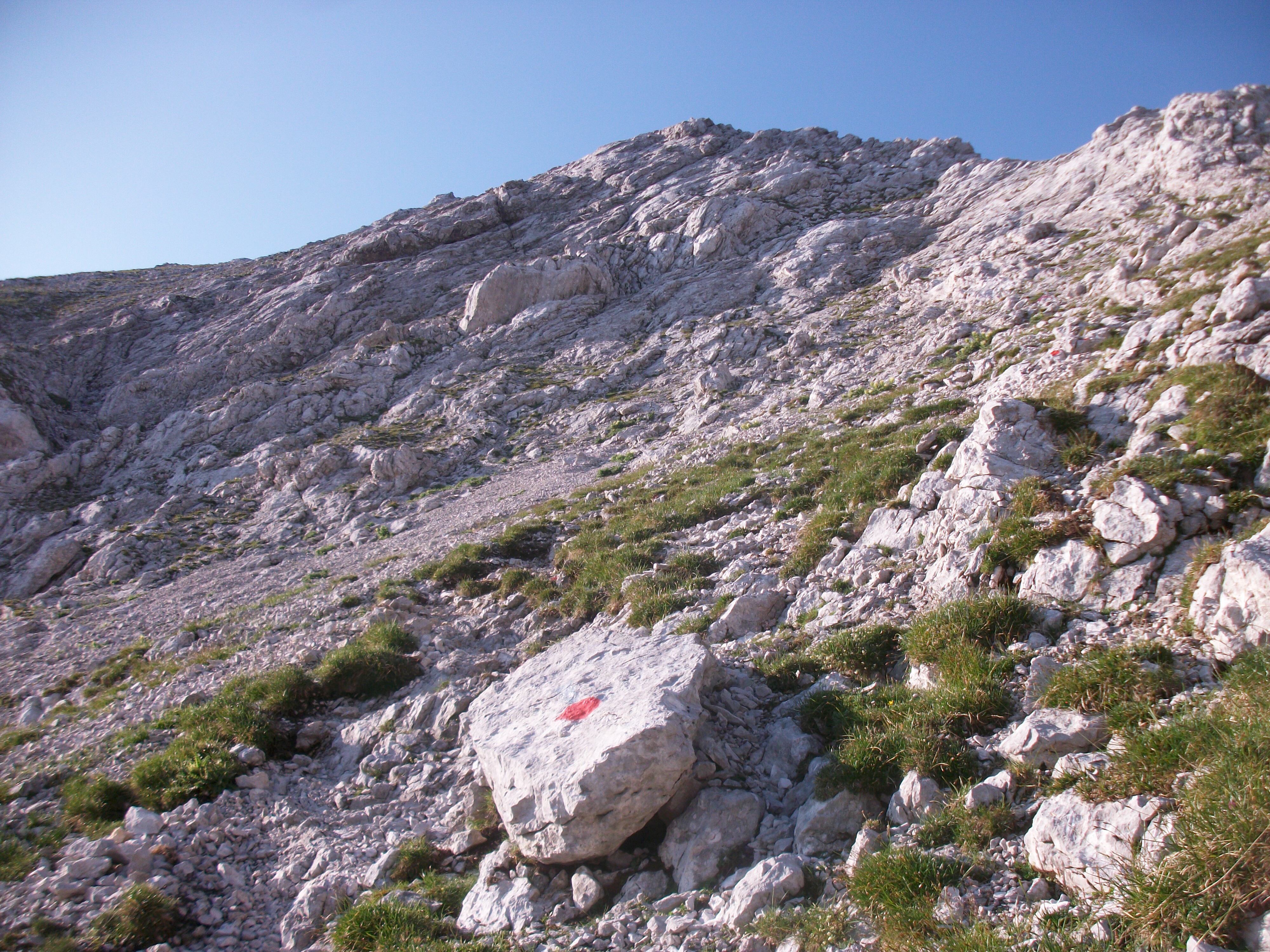
Route zur Gamshalt (links) oberhalb vom Abzweig von der Hauptroute des Kaiserschützensteigs